# Christopher Tolkien
Pour les articles homonymes, voir Tolkien (homonymie).
Christopher John Reuel Tolkien, né le 21 novembre 1924 à Leeds (Royaume-Uni) et mort le 16 janvier 2020 à Draguignan (France), est un linguiste, traducteur, auteur et éditeur franco-britannique.
Il est le troisième fils et l'exécuteur littéraire de l'écrivain britannique J. R. R. Tolkien.

## Biographie
Christopher Reuel Tolkien est le troisième fils et avant-dernier des quatre enfants de J. R. R. Tolkien – alors lecteur à l'université de Leeds – et de sa femme Edith. Il est également le frère cadet de John et Michael et le frère aîné de Priscilla. Après la nomination de J.R.R. Tolkien à la chaire d'anglo-saxon d'Oxford, toute la famille déménage dans cette ville. Christopher Tolkien est formé à la Dragon School à Oxford, puis à la Oratory School de Reading. En juillet 1943, il entre dans la Royal Air Force où il devient pilote. Il retourne terminer ses études à l'université d'Oxford après la guerre, et enseigne ensuite le vieil anglais et l'anglais moderne.
Il baigne dès son enfance dans l'univers de la Terre du Milieu que son père faisait partager à ses enfants : « Si étrange que cela puisse paraître, j'ai grandi dans le monde qu'il avait créé, explique-t-il. Pour moi, les villes du Silmarillion ont plus de réalité que Babylone ». Il fait partie de ceux qui écoutent avec une oreille critique les travaux de son père ; d'abord, quand il est enfant avec l'histoire Le Hobbit, puis, quand il est adolescent et jeune adulte, avec Le Seigneur des anneaux pendant les quinze années de son élaboration ; il en lit les chapitres aux réunions des Inklings après la fin de la Seconde Guerre mondiale. Il a la tâche d'interpréter les cartes de la Terre du Milieu de son père qui se contredisent parfois afin de produire celles utilisées dans les livres. Il redessine la carte principale à la fin des années 1970 afin de modifier le lettrage et corriger quelques erreurs et omissions.
Plus tard, il marche dans les pas de son père et devient maître de conférence (lecturer) en vieil et moyen anglais et en vieux norrois durant les années 1950 et au début des années 1960. Il est élu fellow du New College d'Oxford en 1963, mais abandonne cette charge en 1975 pour se consacrer totalement à l'héritage littéraire de son père, mort deux ans plus tôt.
Christopher Tolkien est l'exécuteur testamentaire de son père et le directeur du Tolkien Estate, l'entreprise fondée en 1996 qui distribue les droits issus du copyright aux héritiers, à savoir lui, sa sœur Priscilla, les six petits-enfants et les onze arrière-petits-enfants de J. R. R. Tolkien. Il travaille à l'édition de l’œuvre de son père depuis la campagne du sud de la France.
En 2001, il se fait remarquer en exprimant des doutes quant à la viabilité des films de Peter Jackson : selon lui, l'interprétation filmique ne saurait s'imprégner de l'essence du travail littéraire. Il précise qu'il ne s'agit ici que de son avis.
Christopher Tolkien meurt à Draguignan dans la nuit du 15 au 16 janvier 2020.

### Famille
Christopher Tolkien vivait en France depuis 1975 avec sa femme, Baillie Tolkien (née Klass), qui a édité les Lettres du Père Noël de J. R. R. Tolkien pour une publication posthume. La famille a habité à La Garde-Freinet puis à Aups, où il n'apparaissait que rarement en public. Christopher et Baillie ont deux enfants : Adam Reuel Tolkien et Rachel Clare Reuel Tolkien. Christopher a également un fils d'un premier mariage, avec une sculptrice anglaise Faith Tolkien : Simon Mario Reuel Tolkien qui est avocat (barrister) et romancier.

## Travaux
J. R. R. Tolkien a consacré d'abondants travaux au monde de la Terre du Milieu qui n'ont cependant pas été publiés de son vivant. Bien qu'il eût à l'origine prévu de publier Le Silmarillion en même temps que Le Seigneur des anneaux et même si certaines parties sont terminées, il meurt en 1973 avant de mener son projet à terme.
Après la mort de son père, Christopher Tolkien met en forme le nombre incalculable de notes de son père qui datent pour certaines de cinquante années auparavant et qui sont manuscrites sur des feuilles volantes. Souvent, un brouillon est écrit par-dessus un brouillon plus ancien et les noms des personnages changent régulièrement entre le début et la fin d'un même écrit. Déchiffrer l'ensemble est une tâche difficile et peut-être qu'il faut vraiment quelqu'un d'intimement lié à Tolkien père et à son œuvre pour arriver à en tirer du sens. Christopher Tolkien admet par ailleurs qu'il a parfois dû deviner ce que son père a voulu dire.
Il collabore avec Guy Gavriel Kay et parvient à terminer Le Silmarillion, qu'il publie en 1977. Les décisions concernant la mise en forme du livre sont difficiles à prendre et Christopher lui-même et quelques autres les critiquent par la suite, après la publication des Contes et légendes inachevés (1980), puis des douze volumes de l'Histoire de la Terre du Milieu (1983-1996).
En avril 2007, Christopher Tolkien publie un « nouveau » livre de son père, Les Enfants de Húrin, que son père avait écrit entre 1951 et 1957 et qu'il avait presque terminé avant de l'abandonner. Il s'agit de l'une des plus anciennes histoires de J. R. R. Tolkien, sa première version datant de 1918. Plusieurs versions de l'histoire ont été publiées dans Le Silmarillion, Contes et légendes inachevés et l'Histoire de la Terre du Milieu ; le livre est une synthèse de celles-ci.
Christopher Tolkien a publié La Légende de Sigurd et Gudrún (2009), deux lais reprenant l'histoire de Sigurd telle qu'elle est relatée dans la Völsunga saga, et La Chute d'Arthur (2013), une vision inachevée des derniers événements de la légende arthurienne. Avant de présenter, dans Beren et Lúthien (2017) puis La Chute de Gondolin (2018), deux histoires centrales du Légendaire de son père, au fil des réécritures.

## Ouvrages édités
- 1975 : Sir Gawain and the Green Knight, Pearl and Sir Orfeo (traduction des poèmes médiévaux Sire Gauvain et le chevalier vert, Pearl et Sir Orfeo)
- 1977 : Le Silmarillion
- 1980 : Contes et légendes inachevés
- 1981 : Lettres (avec Humphrey Carpenter)
- 1983-1996 : Histoire de la Terre du Milieu (douze volumes)
- 1988 : Tree and Leaf (nouvelle version, incluant le poème Mythopoeia)
- 2007 : Les Enfants de Húrin
- 2009 : La Légende de Sigurd et Gudrún
- 2013 : La Chute d'Arthur
- 2017 : Beren et Lúthien
- 2018 : La Chute de Gondolin.

Toutes les éditions françaises ont été publiées aux éditions Christian Bourgois.